# Westelijke zwarte weduwe
De westelijke zwarte weduwe (Latrodectus hesperus) is een spin uit de familie der kogelspinnen (Theridiidae), afkomstig uit de Verenigde Staten. Deze spin is een verwant van de beruchte zwarte weduwe en hoeft daar niet voor onder te doen: het gif van de westelijke zwarte weduwe is even gevaarlijk als dat van de zwarte weduwe. Bij een beet treden zwellingen, spiercontracties en hevige jeuk op. Een tegengif moet worden toegediend, voordat het gif het hart bereikt.
De westelijke zwarte weduwe heeft een zwart kopborststuk. Ook het achterlijf is zwart, met aan de onderkant rode vlekken in de vorm van twee driehoeken die met de punt tegen elkaar zijn geplaatst.